# Achillea leptophylla
Espèce
Achillea leptophylla est une espèce de plantes à fleurs de la famille des Asteraceae ; son aire de répartition s'étend du sud-est de l'Europe au centre de l'Asie, en passant par le Caucase. 